# Pink Moon
Albums de Nick Drake
Bryter Layter
(1970) Fruit Tree
(1978)
Pink Moon est le troisième et dernier album du musicien de folk britannique Nick Drake, sorti en 1972. Il a été enregistré de nuit, lors de deux sessions de deux heures en octobre 1971. L'album est exclusivement occupé par la voix et la guitare de Drake ; seule la chanson-titre comprend un piano overdubbé, également joué par Drake.
Disque d'abord peu remarqué, la mort de Nick Drake l'a révélé et il a ensuite suscité une large adhésion de la critique et d'un grand public. La musique sur Pink Moon est très dépouillée, sans fioritures, surtout en regard de ses deux précédents albums, si bien que certains s'accordent à le qualifier comme son disque le moins accessible.
La couverture de l'album est une peinture de Michael Trevithick, un ami de Gabrielle Drake, la sœur de Nick.

## Titres
Toutes les chansons sont écrites et composées par Nick Drake.
| 1. | Pink Moon             | 2:06 |
| 2. | Place to Be           | 2:43 |
| 3. | Road                  | 2:02 |
| 4. | Which Will            | 2:58 |
| 5. | Horn (instrumental)   | 1:23 |
| 6. | Things Behind the Sun | 3:57 |

| 7.  | Know             | 2:26 |
| 8.  | Parasite         | 3:36 |
| 9.  | Free Ride        | 3:06 |
| 10. | Harvest Breed    | 1:37 |
| 11. | From the Morning | 2:30 |

## Crédits
- Nick Drake : chant et guitare acoustique sur toutes les chansons, piano sur Pink Moon
- John Wood : production, mixage